# Cubaanse palmkraai
De Cubaanse palmkraai (Corvus minutus) is een zangvogel uit de familie Corvidae (kraaien). Deze soort is endemisch in Cuba en wordt ook wel als ondersoort van de hispaniolapalmkraai (C. palmarum) beschouwd. Hij is iets kleiner en doffer gekleurd dan de hispaniolapalmkraai.

## Verspreiding
Deze kraai heeft een beperkt verspreidingsgebied en komt alleen nog voor in een paar gemeenten ten zuiden van de stad  Camagüey. Het leefgebied bestaat uit agrarisch laagland, mits daar ook her en der grote palmbomen staan. De vogel komt voor in gemengde groepen met de wat grotere Cubaanse kraai (C. nasicus).

## Status
De Cubaanse palmkraai komt niet als aparte soort voor op de lijst van het IUCN, maar is daar een ondersoort van de hispaniolapalmkraai (Corvus palmarum).